# Бадан (Од)
Бадан (фр. Badens) насеље је и општина у јужној Француској у региону Лангдок-Русијон, у департману Од која припада префектури Каркасон.
По подацима из 2011. године у општини је живело 746 становника, а густина насељености је износила 77,71 становника/km². Општина се простире на површини од 9,60 km². Налази се на средњој надморској висини од 80 метара (максималној 160 m, а минималној 61 m).

## Демографија
| 1962. | 1968. | 1975. | 1982. | 1990. | 1999. | 2011. |
| ----- | ----- | ----- | ----- | ----- | ----- | ----- |
| 545   | 662   | 519   | 554   | 570   | 626   | 746   |

График промене броја становника у току последњих година